# Abdullo Rahimbojew
Abdullo Rahimbojew (ros. Абдулло́ Рахимба́ев, ur. 1 czerwca 1896 w Chodżencie, zm. 7 maja 1938) – tadżycki i radziecki polityk i działacz partyjny.

## Życiorys
W 1917 ukończył seminarium nauczycielskie w Taszkencie, w 1917 członek i jeden z kierowników chodżenckiej organizacji "Szuroi Islomija", również od 1917 sekretarz Chodżenckiej Rady Robotników Muzułmańskich, od stycznia 1919 członek RKP(b). W 1919 sekretarz komitetu wykonawczego rady powiatowej w Dżyzaku w obwodzie fergańskim, przewodniczący komitetu wykonawczego rady powiatowej i rady miejskiej w Chodżencie, był również przewodniczącym Komitetu Obwodowego Komunistycznej Partii (bolszewików) Turkiestanu w Samarkandzie. Od sierpnia 1920 do maja 1921 przewodniczący CIK Turkiestańskiej ASRR, od 1921 członek Turkiestańskiego Biura KC RKP(b) i Turkiestańskiej Komisji KC RKP(b) i Rady Komisarzy Ludowych RFSRR, od marca 1921 członek Kolegium Ludowego Komisariatu ds. Narodowości RFSRR, od czerwca do października 1922 ponownie przewodniczący CIK TASRR. Od 2 kwietnia 1922 do 17 kwietnia 1923 zastępca członka KC RKP(b), od maja 1922 do września 1926 członek Rady Wojskowo-Rewolucyjnej Frontu Turkiestańskiego, od 25 kwietnia 1923 do 23 maja 1924 członek Centralnej Komisji Kontrolnej RKP(b), od 23 lipca do listopada 1923 sekretarz odpowiedzialny KC RKP(b) Buchary. Od listopada 1923 do 1924 sekretarz KC KP(b)T, od 31 maja 1924 do 18 grudnia 1925 ponownie zastępca członka KC RKP(b), w latach 1924-1926 członek Środkowoazjatyckiego Biura KC RKP(b)/WKP(b), od stycznia 1928 do maja 1929 przewodniczący Zarządu Centralnego Wydawnictwa Narodów ZSRR. Od czerwca 1929 do grudnia 1933 przewodniczący Komitetu Radzieckich Mniejszości Narodowych Ludowego Komisariatu Oświaty RFSRR, od 27 grudnia 1933 do września 1937 przewodniczący Rady Komisarzy Ludowych Tadżyckiej SRR, jednocześnie od 4 stycznia 1934 do 7 września 1937 przewodniczący CIK ZSRR. Odznaczony Orderem Lenina (20 grudnia 1935) i Orderem Czerwonego Sztandaru Chorezmijskiej LRR.
7 września 1937 aresztowany, następnie skazany na śmierć i rozstrzelany. Pośmiertnie zrehabilitowany.